# زحف الموج

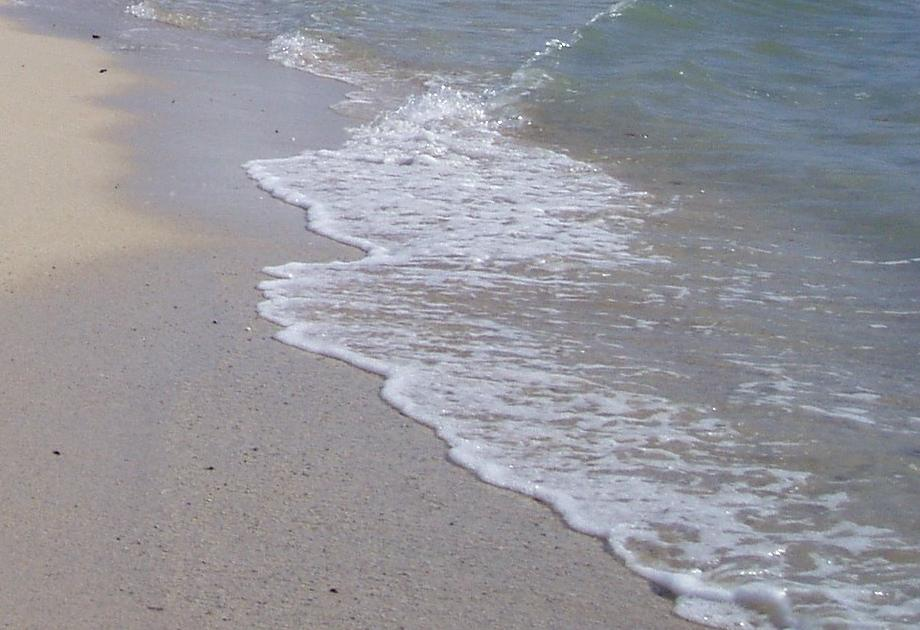
زحف الموج.

زحف الموج (بالإنجليزية: Swash)‏، هي آخر امتداد لمياه البحر على الشاطئ (الجزء الأبيض من الماء)، وهي تعمل على تصفيف الشاطئ بعد تراجع الموجة ذهاباً وإياباً.